# 월리 샹
월터 헨리 샹(Walter Henry Schang, 1889년 8월 22일 ~ 1965년 3월 6일)은 미국의 전 프로 야구 선수이자 코치, 감독이다. 1910년대부터 1930년대까지 메이저 리그 베이스볼 (MLB)에서 포수, 외야수로 활약하였고, 우투양타였다. 19시즌 동안 필라델피아 애슬레틱스, 보스턴 레드삭스, 뉴욕 양키스, 세인트루이스 브라운스, 디트로이트 타이거스 등지에서 뛰었다. 통산 1842경기에 출전해 1506안타, 59홈런, 705타점, 769득점, .284의 타율을 기록하였다.